# Законодательный совет Тринидада и Тобаго
Законодательный совет Тринидада и Тобаго (англ. Legislative Council of Trinidad and Tobago) — бывшая совещательная комиссия при губернаторе британского Тринидада и Тобаго с 1925 по 1962 год. Законодательный совет состоял из назначенных и выборных членов. Со временем баланс смещался в пользу избираемых депутатов. Изначально Совет состоял из 13 «неофициальных» членов: семерых выборных и шестерых назначенных. К 1956 году Совет включал 31 члена, из которых 24 были избираемые. С 1950 года Совет служил однопалатным парламентом.

## История
Между 1797 и 1925 годом Тринидад находился под прямым управлением как коронная колония без избираемых представителей. Ситуация отличалась от остальной Британской Вест-Индии, где избираемые собрания были нормой. Несмотря на то, что существовал Комитет совета, а позже Комитет правительства и, наконец, Исполнительный и законодательный совет, все эти органы были совещательные. После инспекционного визита на Карибы заместителя министра колоний Эдуарда Вуда, графа Галифакса с 13 декабря 1921 по 14 февраля 1922 года была сделана рекомендация включить в Совет выборных членов.

## Выборы
Первые выборы в Законодательный совет состоялись в 1925 году. Избирательные права основывались на правах собственности или дохода. Колония была разделена на семь избирательных округов:
- город Порт-оф-Спейн
- графство Карони
- графство Сент-Джордж
- восточные графства (Сент-Андру, Сент-Дэвид, Нарива и Майаро)
- графство Виктория
- графство Сент-Патрик
- округ Тобаго